# The Rejected Woman
The Rejected Woman é um filme de drama mudo produzido nos Estados Unidos e lançado em 1924.